# Стефания (торт)

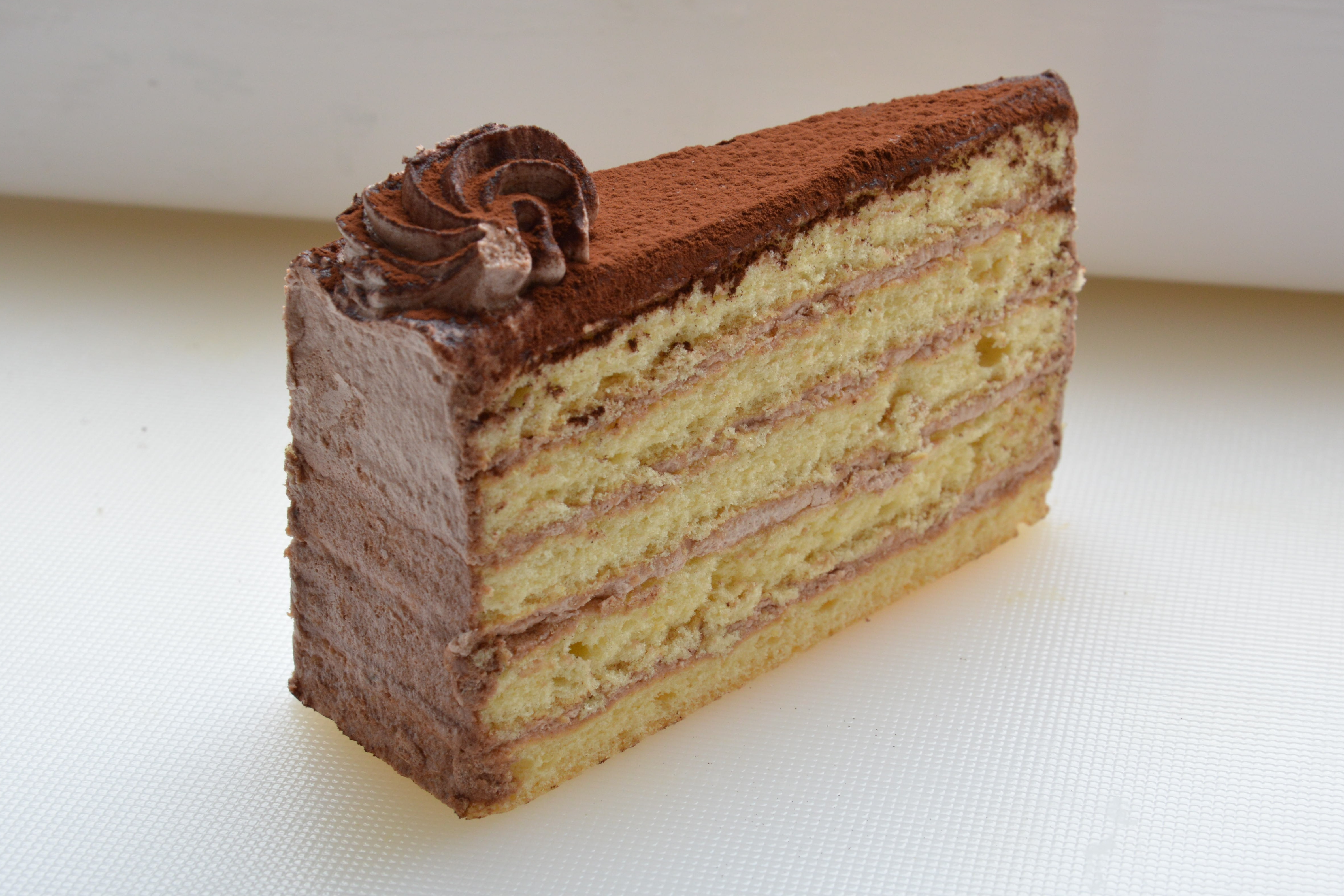
Порция торта «Стефания»

«Стефа́ния» (нем. Stefanie-Torte, венг. Stefánia torta) — австрийский и венгерский торт. Рецепт многослойного бисквитного орехового торта, глазированного шоколадом, принадлежит Оскару Пишингеру, который создал его в 1888 году и назвал в честь Стефании Бельгийской, супруги кронпринца Австро-Венгрии Рудольфа. Наряду с тортами «Добош» и «Эстерхази» и пирожным «Жербо» торт «Стефания» считается одной из кондитерских достопримечательностей в путеводителях по Будапешту.
Для торта «Стефания» выпекают не менее трёх коржей из бисквитного теста с добавлением молотого миндаля. Их прослаивают масляным кремом с растопленным на пару шоколадом. Торт декорируют шоколадной глазурью и посыпают какао.